# تیم راس
 تیم راس (انگلیسی: Tim Russ؛ زادهٔ ۲۲ ژوئن ۱۹۵۶) هنرپیشه و کارگردان اهل ایالات متحده آمریکا است. وی از سال ۱۹۸۵ میلادی تاکنون مشغول فعالیت بوده‌است.

## گزیده فیلمشناسی
از فیلم‌ها یا برنامه‌های تلویزیونی که وی در آن نقش داشته‌است می‌توان به آثار زیر اشاره کرد.
- توپ‌های فضایی (۱۹۸۷)
- پرنده (فیلم ۱۹۸۸) (۱۹۸۸)
- نبض (فیلم ۱۹۸۸) (۱۹۸۸)
- ریشه‌ها: هدیه (۱۹۸۸)
- سفر به مرکز زمین (۱۹۹۳)
- پیشتازان فضا: نسل‌ها (۱۹۹۴)
- مطب دکتر کالیگاری (فیلم ۲۰۰۵) (۲۰۰۵)
- اوه در اوهایو (۲۰۰۶)
- جان‌سخت ۴ (۲۰۰۷)
- خیابان جامپ شماره ۲۱ (۱۹۸۸)
- پیشتازان فضا: نسل بعدی (۱۹۹۳)
- بخش فوریت‌های پزشکی (مجموعه تلویزیونی) (۲۰۰۵)
- ان‌سی‌آی‌اس (۲۰۰۶)
- هانا مونتانا (۲۰۰۷)
- آی کارلی (۲۰۰۷–۲۰۱۲)
- سی‌اس‌آی: میامی (۲۰۱۰)
- زندگی مخفی نوجوان آمریکایی (۲۰۱۰)
- سوتس (۲۰۱۱)
- کسل (مجموعه تلویزیونی) (۲۰۱۳)
- موش‌های آزمایشگاهی (۲۰۱۳)
- شیفت شب (مجموعه تلویزیونی) (۲۰۱۵)